# Doubravčice
Doubravčice är en ort i Tjeckien.   Den ligger i regionen Mellersta Böhmen, i den centrala delen av landet, 28 km öster om huvudstaden Prag. Doubravčice ligger 357 meter över havet och antalet invånare är 244.
Terrängen runt Doubravčice är lite kuperad. Runt Doubravčice är det ganska glesbefolkat, med 23 invånare per kvadratkilometer. Närmaste större samhälle är Černý Most, 17,8 km nordväst om Doubravčice. I omgivningarna runt Doubravčice växer i huvudsak blandskog.